# Westendorf (Landkreis Ostallgäu)

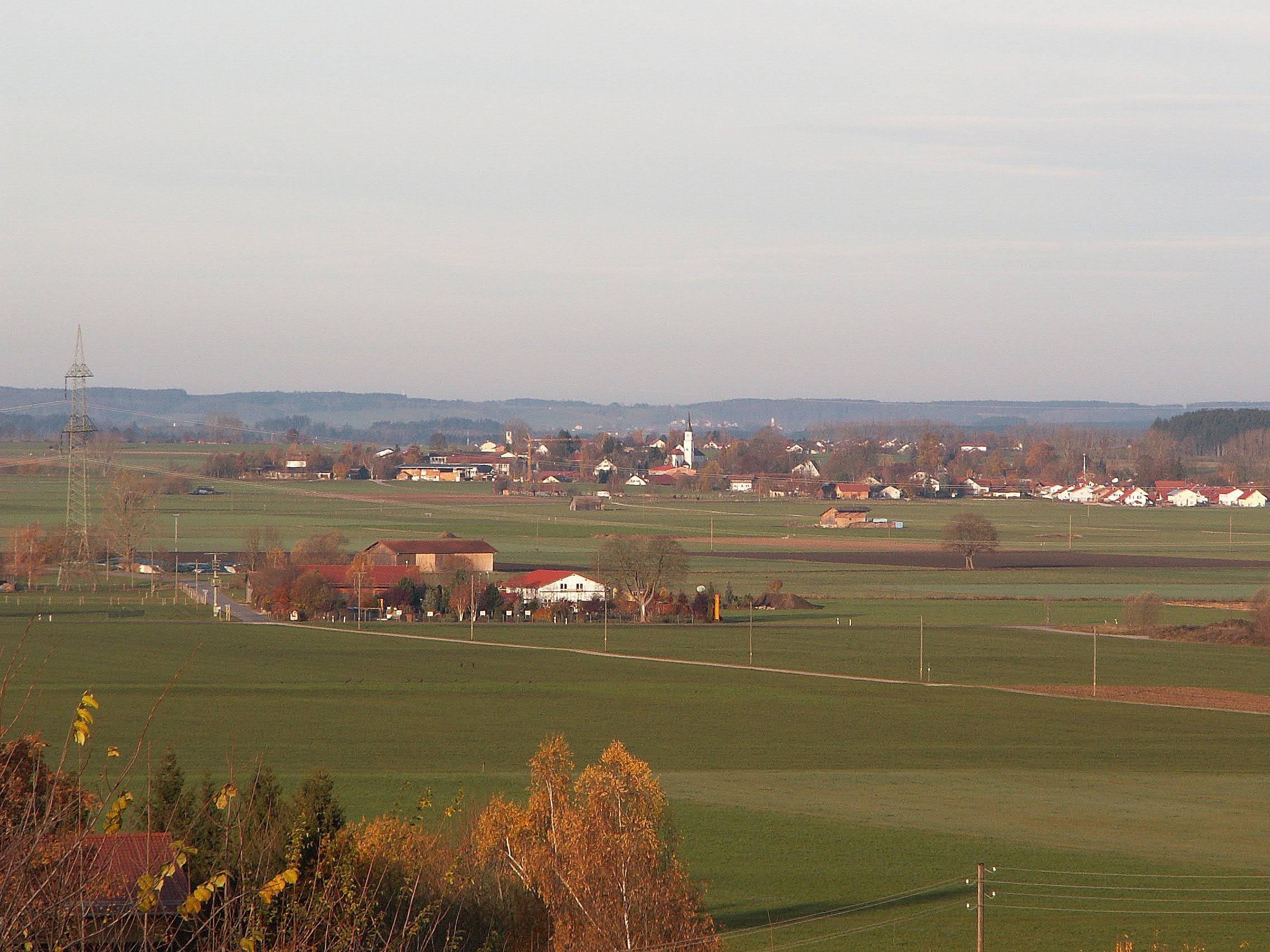
Westendorf von Südosten

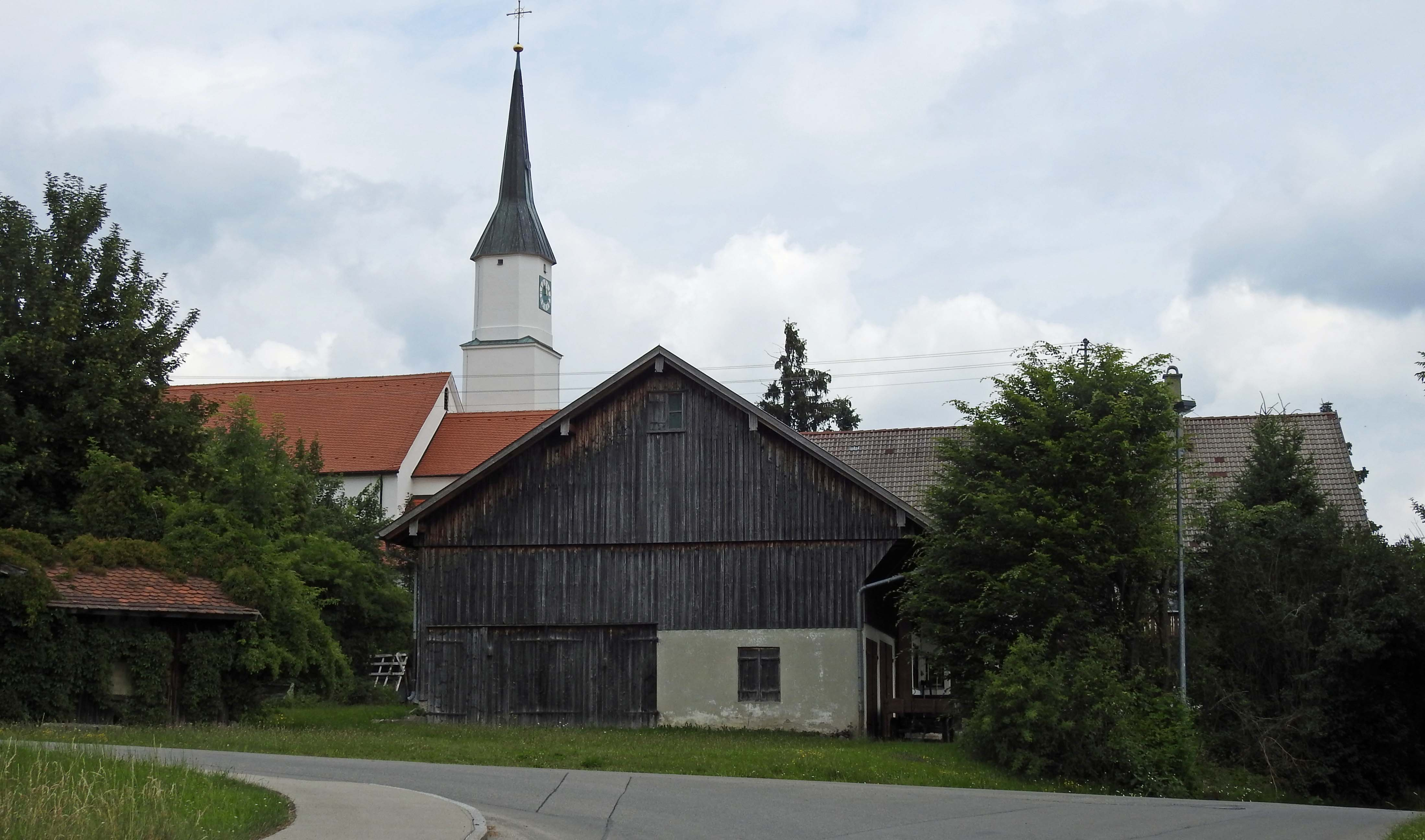
Südlicher Ortseingang von Westendorf

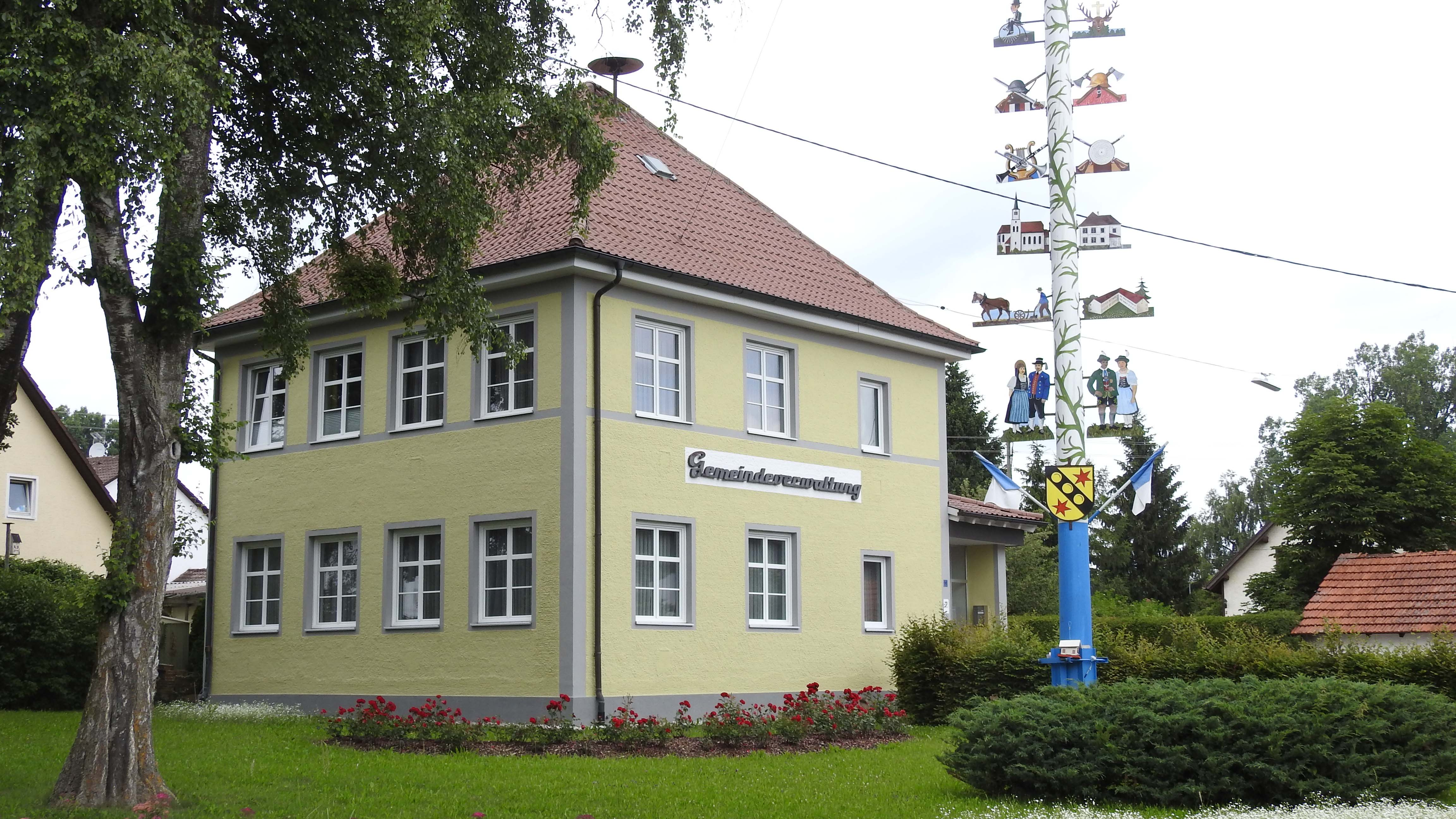
Rathaus in Westendorf

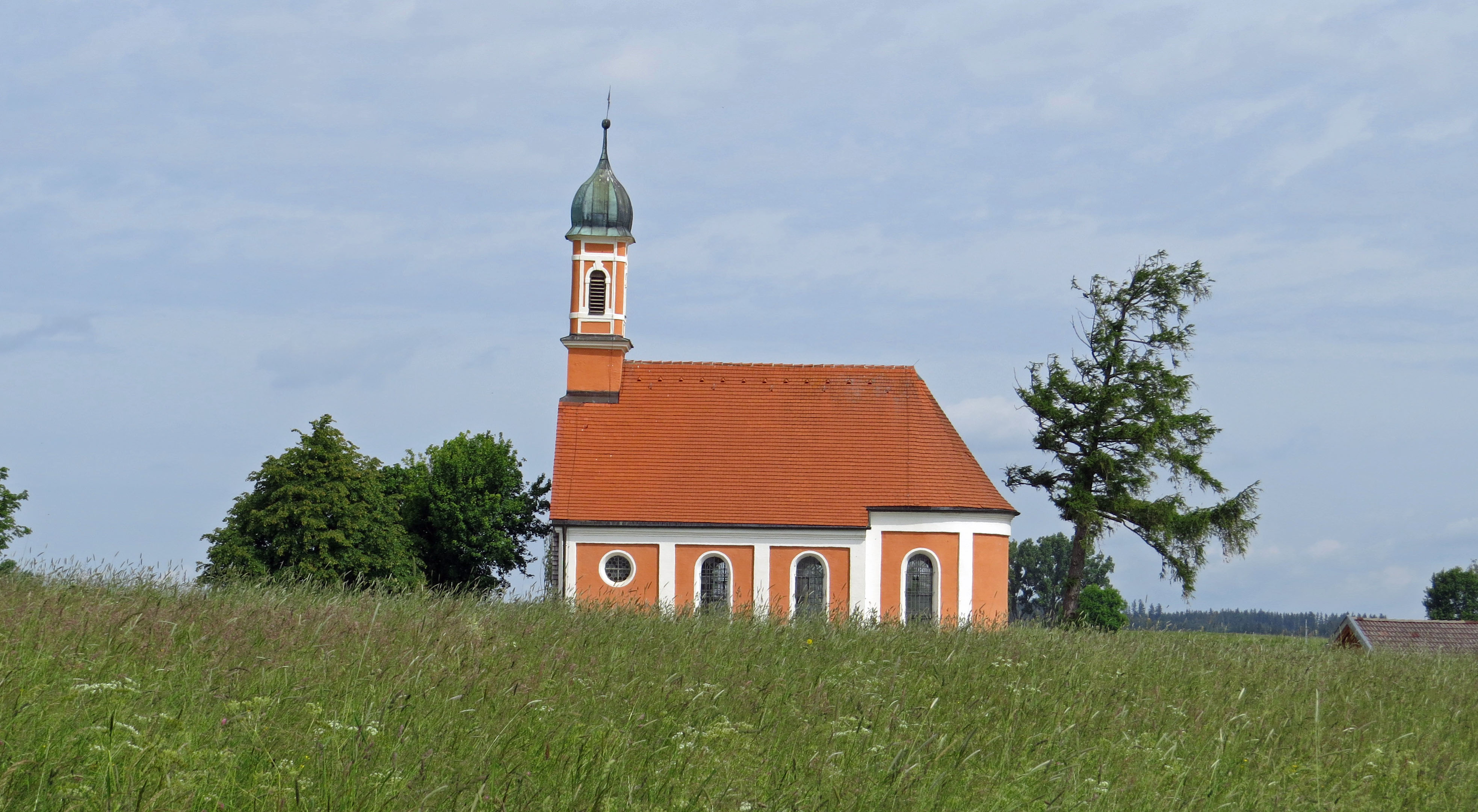
Antoniuskapelle bei Dösingen

Westendorf ist eine Gemeinde im schwäbischen Landkreis Ostallgäu.

## Geografie
Die aus den Orten Dösingen und Westendorf bestehende Gemeinde Westendorf liegt am Rand des Allgäus, rund elf Kilometer östlich von Kaufbeuren, im nördlichen Teil des Landkreises Ostallgäu.
Es gibt drei Gemeindeteile (in Klammern ist der Siedlungstyp angegeben):
- Dösingen (Pfarrdorf)
- Hart (Einöde)
- Westendorf (Pfarrdorf)

## Geschichte

### Bis zur Gemeindegründung
Westendorf gehörte zur Freien Reichsstadt Kaufbeuren. Seit dem Reichsdeputationshauptschluss von 1803 gehört der Ort zum Kurfürstentum Bayern. Im Jahr 1818 wurde die Gemeinde durch das Gemeindeedikt im Königreich Bayern gegründet.

### Eingemeindungen
Im Zuge der Gebietsreform in Bayern wurde am 1. Mai 1978 die Gemeinde Dösingen eingegliedert.

### Einwohnerentwicklung
| Jahr      | 1961 | 1970 | 1987 | 1991 | 1995 | 2000 | 2005 | 2010 | 2015 | 2020 |
| Einwohner | 0946 | 1038 | 1389 | 1496 | 1640 | 1774 | 1857 | 1816 | 1853 | 1846 |

Westendorf wuchs von 1988 bis 2008 um 387 Einwohner bzw. ca. 27 %. Zwischen 1988 und 2018 wuchs die Gemeinde von 1425 auf 1816 um 391 Einwohner bzw. um 27,4 %.

## Politik

### Bürgermeister
Erster Bürgermeister ist seit 1. Mai 2014 Fritz Obermaier (Vereinigte Wählergruppe Westendorf/Überparteiliche Wählergruppe).

### Gemeinderat
Die Gemeinderatswahl 2020 erbrachte folgende Stimmenanteile und Sitzverteilung:
- Vereinigte Wählergruppe Westendorf: 58,23 % (7 Sitze)
- Überparteiliche Wählervereinigung Dösingen: 41,77 % (5 Sitze)

### Wappen
| Wappen von Westendorf | Blasonierung: „In Gold ein mit drei goldenen Ballen belegter schwarzer Schrägbalken, beseitet von je einem sechsstrahligen roten Stern.“ |
| Wappen von Westendorf | |

## Wirtschaft und Infrastruktur

### Wirtschaft einschließlich Land- und Forstwirtschaft
Es gab im Jahr 2020 nach der amtlichen Statistik im Bereich Handel und Verkehr 61 sozialversicherungspflichtig Beschäftigte am Arbeitsort. In sonstigen Wirtschaftsbereichen waren am Arbeitsort 319 Personen sozialversicherungspflichtig beschäftigt. Sozialversicherungspflichtig Beschäftigte am Wohnort gab es insgesamt 790. Im verarbeitenden Gewerbe gab es zwei, im Bauhauptgewerbe vier Betriebe. Zudem bestanden im Jahr 2016 20 landwirtschaftliche Betriebe mit einer landwirtschaftlich genutzten Fläche von 642 ha, davon waren 420 ha Dauergrünfläche.

### Bildung
Es gibt folgende Einrichtungen (Stand: 2021):
- eine Kindertageseinrichtung mit 67 Plätzen und 64 betreuten Kindern, darunter 11 unter 3 Jahren
- eine Volksschule mit 15 Lehrkräften, 12 Klassen und 282 Schülerinnen und Schüler

## Sport
Der TSV Westendorf ist durch seine erfolgreichen Ringer überregional bekannt.

## Söhne und Töchter
- Chrysostomus Blasius Schmid (1883–1962), Missionsbenediktiner, 2. Erzabt von St. Ottilien 1930–1957